# Peter Bossen

Peter Bossen, vor 1926

Peter Bossen (* 7. Februar 1866 in Karlum; † 2. Juli 1958 in Leck) war ein deutscher Landwirt und Politiker (DNVP).

## Leben und Beruf
Bossen wurde als Sohn eines Landwirtes geboren. Nach dem Besuch der landwirtschaftlichen Schule in Flensburg arbeitete er zunächst im elterlichen Betrieb. 1889/90 war er als Wirtschafter auf dem Pachthof Westerthal bei Eckernförde tätig. 1891 wurde er Pächter auf dem väterlichen Hof in Hogelund, den er nach dessen Tod übernahm.

## Politik
Bossen wurde bei der Reichstagswahl im Dezember 1924 für die Deutschnationale Volkspartei (DNVP) in den Deutschen Reichstag gewählt, dem er bis Mai 1928 angehörte. Im Parlament vertrat er den Wahlkreis 13 (Schleswig-Holstein).